# 율리아 하우케
바텐베르크 대공비 율리아 하우케(Julia Hauke, Princess of Battenberg, 1825년 11월 12일 ~ 1895년 9월 19일)는 폴란드의 귀족이다. 바텐베르크 공비이자 독일 헤센 대공자 알렉산더의 아내로, 바텐베르크 집안의 시조이기도 한 현 영국 왕위 후계자와 스페인 왕가는 율리아의 후손이다.

## 생애

### 탄생과 유년
한스 모리츠 하우케와 아내 조피의 막내딸로, 폴란드 왕국의 바르샤바에서 태어났다. 아버지는 독일계 폴란드 군인으로, 오스트리아 · 이탈리아 · 독일 각지에서 나폴레옹이 이끄는 프랑스군과 싸워, 반도 전쟁에도 참전 했다. 그는 훗날 러시아 제국군에 몸 담았다. 그의 능력을 높이 산 러시아 황제 니콜라이 1세로부터 1829년에 폴란드 왕국의 국방 차관과 백작칭호를 받았다. 이듬해 1830년 11월 폴란드에는 폭동이 일어났고, 아버지는 도망가던 콘스탄틴 파블로비치 대공을 총격으로부터 감싸다 가족의 눈앞에서 사망했다. 어머니 소피는 정신적 충격으로 얼마 뒤 사망했기 때문에, 황제가 남겨진 자녀들을 후견인이 되어 거뒀다.

### 결혼과 말년
성장한 율리아는 황태자 알렉산더의 아내인 마리아의 시녀가 되었다. 황태자비의 오빠로 러시아 군인으로 복무하던 알렉산더는 자주 동생을 방문하였고, 둘은 사랑에 빠졌다. 하지만 황제는 왕족과 평민 출신의 백작녀의 결혼을 승인하지 않았다. 두 사람은 상트페테르부르크에서 도망갔고, 1851년 10월 28일 브레슬라우(당시 프로이센령 실레시아, 현재의 폴란드 브로츠와프)에서 결혼했다. 부부는 4남 1녀를 두었다.
율리아는 왕족과 결혼할 수 있는 신분이 아니었기에 둘의 결혼은 귀천상혼이 되어, 알렉산더와 그 자녀들은 헤센 계승권을 잃었다. 그들은 헤센으로 돌아왔고, 1851년 알렉산더의 형인 루트비히 3세 폰 헤센 대공은 율리아에게 바텐베르크 백작부인의 칭호를 주었고, 후에 바텐베르크 공비로 승격되어 자녀들은 바텐베르크 공자, 공녀의 칭호를 받게 된다. 1875년 5월, 율리아는 가톨릭에서 루터교로 개종했다. 율리아는 하일리젠베르크(헤센 남부 유겐하임 근교)에서 사망했다.

## 자녀
| 사진 | 이름          | 생일            | 사망                   | 기타                                              |
| ---- | ------------- | --------------- | ---------------------- | ------------------------------------------------- |
|      | 마리아        | 1852년 2월 15일 | 1923년 6월 20일(71세)  | 구스타프 폰 에어바흐쇤베르크 공과 결혼, 3남 1녀   |
|      | 루트비히      | 1854년 5월 24일 | 1921년 9월 11일(67세)  | 빅토리아 폰 헤센다름슈타트 대공녀와 결혼, 2남 2녀 |
|      | 알렉산더      | 1857년 4월 5일  | 1893년 10월 23일(36세) | 요한나 로이싱거와 결혼, 1남 1녀                   |
|      | 하인리히      | 1858년 10월 5일 | 1896년 1월 20일(37세)  | 영국 공주 베아트리스와 결혼, 3남 1녀              |
|      | 프란츠 요제프 | 1861년 9월 24일 | 1924년 7월 31일        | 몬테네그로 공주 아나와 결혼, 자녀 없음.           |